# Io canto Senior (prima edizione)
La prima edizione del talent show musicale Io canto Senior è andata in onda ogni venerdì in prima serata su Canale 5 dal 10 al 31 gennaio 2025 per quattro puntate con la conduzione di Gerry Scotti.
Il conduttore è stato affiancato dalla giuria composta da Claudio Amendola, Fabio Rovazzi, Iva Zanicchi e Orietta Berti, dai coach Anna Tatangelo, Benedetta Caretta, Cristina Scuccia, Fausto Leali, Lola Ponce e Mietta e con la partecipazione di Chiara Tortorella in qualità di inviata per R101.
L'edizione si è conclusa con la vittoria di Alessandro Rea (30000 €), mentre il premio R101 è stato assegnato a Saba De Rossi.

## Descrizione
L'obiettivo del programma resta quello di eleggere la voce più promettente tra gli adulti over 45 in cui la musica, però, resta la protagonista assoluta.

### Sigla
La sigla di questa edizione è stata la canzone I Got You (I Feel Good) di James Brown, mentre per l'entrata in studio del conduttore, invece è stata usata Get Up (I Feel like Being a) Sex Machine.

### Studio
Il programma è stato trasmesso presso lo studio 20 del Centro di produzione Mediaset di Cologno Monzese (Milano).

## Cast

### Concorrenti
L'età dei concorrenti si riferisce al momento dell'ingresso nel programma.
| Concorrente         | Età     | Professione                             | Luogo di provenienza                  | Stato                |
| ------------------- | ------- | --------------------------------------- | ------------------------------------- | -------------------- |
| Alessandro Rea      | 47 anni | Agente di polizia penitenziaria         | Roma                                  | Vincitore            |
| Saba De Rossi       | 53 anni | Operatrice socio-sanitaria              | Limena                                | Seconda classificata |
| Giorgio Zuccolo     | 70 anni | Ex tecnico commerciale                  | Thiene                                | Terzo classificato   |
| Gabriele Paolucci   | 44 anni | Manutentore attrezzi antincendio        | Torrita di Siena                      | Quarto classificato  |
| Massimo Gentili     | 60 anni | Impiegato nel settore elettrico         | Cecina                                | Eliminato            |
| Caterina Arena      | 51 anni | Casalinga                               | Brianzola, residente a Palermo        | Eliminata            |
| Emiliano Curioni    | 55 anni | Manager                                 | Massalengo                            | Eliminato            |
| Pino Minio          | 64 anni | Agente ente formativo                   | Favara, residente a Joppolo Giancaxio | Eliminato            |
| Filomena Migliaccio | 49 anni | Maestra di scuola elementare            | Pozzuoli                              | Eliminata            |
| Anna Paola Andreini | 78 anni | Ex insegnante                           | Casciana Terme Lari                   | Eliminata            |
| Giorgio Primicerio  | 67 anni | Ex dirigente bancario                   | Genova                                | Eliminato            |
| Gabriella Bonino    | 51 anni | Segretaria scolastica                   | Castagnito                            | Eliminata            |
| Angelo Aliano       | 59 anni | Impiegato azienda prodotti farmaceudici | Carlentini                            | Eliminato            |
| Cristina Di Meo     | 60 anni | Assicuratrice                           | Sacrofano                             | Eliminata            |
| Silvia Siragusa     | 46 anni | Ex magazziniera                         | Legnaro                               | Eliminata            |
| Alberico Lombardi   | 53 anni | Insegnante di sostegno                  | Portici                               | Eliminato            |
| Michela Ricoveri    | 58 anni | Impiegata bancaria, clown terapista     | Pisa                                  | Eliminata            |
| Rosanna Cestaro     | 76 anni | Ex impiegata                            | Mogliano Veneto                       | Eliminata            |

### Giuria e coach
Legenda
     Giudice
     Coach
| Giurati / Coach   | Puntate | Puntate | Puntate    | Puntate | Totale |
| Giurati / Coach   | 1       | 2       | Semifinale | Finale  | Totale |
| ----------------- | ------- | ------- | ---------- | ------- | ------ |
| Claudio Amendola  |         |         |            |         | 4      |
| Fabio Rovazzi     |         |         |            |         | 4      |
| Iva Zanicchi      |         |         |            |         | 4      |
| Orietta Berti     |         |         |            |         | 4      |
| Anna Tatangelo    |         |         |            |         | 4      |
| Fausto Leali      |         |         |            |         | 4      |
| Benedetta Caretta |         |         |            |         | 4      |
| Cristina Scuccia  |         |         |            |         | 4      |
| Lola Ponce        |         |         |            |         | 4      |
| Mietta            |         |         |            |         | 4      |

### Direttori d'orchestra
| Direttore d'orchestra | Puntate | Puntate | Puntate    | Puntate | Totale |
| Direttore d'orchestra | 1       | 2       | Semifinale | Finale  | Totale |
| --------------------- | ------- | ------- | ---------- | ------- | ------ |
| Valeriano Chiaravalle |         |         |            |         | 4      |

### Radio speaker
Legenda
     Inviato/a
     Emittente radiofonica
| Inviato/a / Speaker | Puntate | Puntate | Puntate    | Puntate | Totale |
| Inviato/a / Speaker | 1       | 2       | Semifinale | Finale  | Totale |
| ------------------- | ------- | ------- | ---------- | ------- | ------ |
| Chiara Tortorella   |         |         |            |         | 4      |
| R101                |         |         |            |         | 4      |

## Tabellone dello svolgimento del programma
|                     | Puntate        | Puntate         | Puntate        | Puntate         | Puntate        | Puntate         | Puntate        | Puntate        | Puntate        | Puntate       | Puntate         | Puntate       | Puntate         | Puntate       | Puntate       | Puntate       | Puntate                           | Puntate                           | Puntate                           | Puntate                           | Puntate                           | Puntate                           | Puntate                           | Puntate | Puntate   | Puntate | Puntate   | Puntate | Puntate   | Puntate        | Puntate              |
| 1                   | 1              | 1               | 1              | 1               | 1              | 1               | 1              | 1              | 2              | 2             | 2               | 2             | 2               | 2             | 2             | Semifinale    | Semifinale                        | Semifinale                        | Semifinale                        | Semifinale                        | Semifinale                        | Semifinale                        | Finale                            | Finale  | Finale    | Finale  | Finale    | Finale  | Finale    | Finale         |                      |
| ------------------- | -------------- | --------------- | -------------- | --------------- | -------------- | --------------- | -------------- | -------------- | -------------- | ------------- | --------------- | ------------- | --------------- | ------------- | ------------- | ------------- | --------------------------------- | --------------------------------- | --------------------------------- | --------------------------------- | --------------------------------- | --------------------------------- | --------------------------------- | ------- | --------- | ------- | --------- | ------- | --------- | -------------- | -------------------- |
| Vittoria            | Alessandro Rea | Alessandro Rea  | Alessandro Rea | Alessandro Rea  | Alessandro Rea | Alessandro Rea  | Alessandro Rea | Alessandro Rea | Alessandro Rea | Saba De Rossi | Saba De Rossi   | Saba De Rossi | Saba De Rossi   | Saba De Rossi | Saba De Rossi | Saba De Rossi | Gabriele Paolucci Massimo Gentili | Gabriele Paolucci Massimo Gentili | Gabriele Paolucci Massimo Gentili | Gabriele Paolucci Massimo Gentili | Gabriele Paolucci Massimo Gentili | Gabriele Paolucci Massimo Gentili | Gabriele Paolucci Massimo Gentili | N.D.    | N.D.      | N.D.    | N.D.      | N.D.    | N.D.      | N.D.           | N.D.                 |
| Alessandro Rea      | 3°             | 3°              | N.D.           | N.D.            | N.D.           | N.D.            | N.D.           | N.D.           | N.D.           | 1°            | 1°              | N.D.          | N.D.            | 1°            | N.D.          | N.D.          | 1°                                | 1°                                | N.D.                              | N.D.                              | 4°                                | N.D.                              | N.D.                              | 2°      | 2°        | N.D.    | Finalista | 3°      | 3°        | In finalissima | Vincitore            |
| Saba De Rossi       | N.D.           | N.D.            | N.D.           | N.D.            | 1°             | 1°              | 1°             | N.D.           | N.D.           | N.D.          | N.D.            | 1°            | 1°              | 2°            | N.D.          | N.D.          | N.D.                              | N.D.                              | N.D.                              | N.D.                              | 3°                                | N.D.                              | N.D.                              | N.D.    | N.D.      | 2°      | Finalista | 1°      | 1°        | In finalissima | Seconda classificata |
| Giorgio Zuccolo     | N.D.           | N.D.            | 3°             | 3°              | N.D.           | N.D.            | N.D.           | N.D.           | N.D.           | N.D.          | N.D.            | 4°            | 4°              | N.D.          | N.D.          | N.D.          | N.D.                              | N.D.                              | 4°                                | 4°                                | N.D.                              | N.D.                              | N.D.                              | 3°      | 3°        | N.D.    | Finalista | 4°      | 4°        | In finalissima | Terzo classificato   |
| Gabriele Paolucci   | 4°             | 4°              | N.D.           | N.D.            | N.D.           | N.D.            | N.D.           | N.D.           | N.D.           | 2°            | 2°              | N.D.          | N.D.            | 4°            | N.D.          | N.D.          | 2°                                | 2°                                | N.D.                              | N.D.                              | 1°                                | N.D.                              | N.D.                              | N.D.    | N.D.      | 1°      | Finalista | 2°      | 2°        | In finalissima | Quarto classificato  |
| Massimo Gentili     | N.D.           | N.D.            | N.D.           | N.D.            | 3°             | 3°              | N.D.           | N.D.           | N.D.           | N.D.          | N.D.            | 5°            | 5°              | N.D.          | N.D.          | N.D.          | 3°                                | 3°                                | N.D.                              | N.D.                              | 2°                                | N.D.                              | N.D.                              | 1°      | 1°        | N.D.    | Finalista | 5°      | Eliminati |                |                      |
| Caterina Arena      | N.D.           | N.D.            | N.D.           | N.D.            | 2°             | 2°              | N.D.           | N.D.           | N.D.           | 3°            | 3°              | N.D.          | N.D.            | 6°            | N.D.          | N.D.          | N.D.                              | N.D.                              | 3°                                | 3°                                | 6°                                | N.D.                              | N.D.                              | N.D.    | N.D.      | 3°      | Finalista | 6°      | Eliminati |                |                      |
| Emiliano Curioni    | N.D.           | N.D.            | 2°             | 2°              | N.D.           | N.D.            | 4°             | N.D.           | N.D.           | N.D.          | N.D.            | 6°            | 6°              | N.D.          | N.D.          | N.D.          | N.D.                              | N.D.                              | 2°                                | 2°                                | 5°                                | N.D.                              | N.D.                              | N.D.    | N.D.      | 4°      | Eliminati |         |           |                |                      |
| Pino Minio          | 2°             | 2°              | N.D.           | N.D.            | N.D.           | N.D.            | 5°             | N.D.           | N.D.           | N.D.          | N.D.            | 3°            | 3°              | 3°            | N.D.          | N.D.          | N.D.                              | N.D.                              | 6°                                | Al ballottaggio                   | N.D.                              | 1°                                | Salvato                           | N.D.    | N.D.      | 5°      | Eliminati |         |           |                |                      |
| Filomena Migliaccio | N.D.           | N.D.            | 5°             | Al ballottaggio | N.D.           | N.D.            | N.D.           | 3°             | Salvata        | 6°            | 6°              | N.D.          | N.D.            | N.D.          | N.D.          | N.D.          | 5°                                | 5°                                | N.D.                              | N.D.                              | N.D.                              | N.D.                              | N.D.                              | N.D.    | N.D.      | 6°      | Eliminati |         |           |                |                      |
| Anna Paola Andreini | 1°             | 1°              | N.D.           | N.D.            | N.D.           | N.D.            | 2°             | N.D.           | N.D.           | 4°            | 4°              | N.D.          | N.D.            | N.D.          | N.D.          | N.D.          | 4°                                | 4°                                | N.D.                              | N.D.                              | N.D.                              | N.D.                              | N.D.                              | 4°      | Eliminati |         |           |         |           |                |                      |
| Giorgio Primicerio  | 5°             | Al ballottaggio | N.D.           | N.D.            | N.D.           | N.D.            | N.D.           | 1°             | Salvati        | 7°            | Al ballottaggio | N.D.          | N.D.            | N.D.          | 1°            | Salvato       | N.D.                              | N.D.                              | 5°                                | 5°                                | N.D.                              | N.D.                              | N.D.                              | 5°      | Eliminati |         |           |         |           |                |                      |
| Gabriella Bonino    | 6°             | Al ballottaggio | N.D.           | N.D.            | N.D.           | N.D.            | N.D.           | 2°             | Salvati        | 5°            | 5°              | N.D.          | N.D.            | N.D.          | N.D.          | N.D.          | 7°                                | Al ballottaggio                   | N.D.                              | N.D.                              | N.D.                              | 2°                                | Salvata                           | 6°      | Eliminati |         |           |         |           |                |                      |
| Angelo Aliano       | N.D.           | N.D.            | 1°             | 1°              | N.D.           | N.D.            | 3°             | N.D.           | N.D.           | 8°            | Al ballottaggio | N.D.          | N.D.            | N.D.          | 2°            | Salvato       | 6°                                | Al ballottaggio                   | N.D.                              | N.D.                              | N.D.                              | 3°                                | Eliminati                         |         |           |         |           |         |           |                |                      |
| Cristina Di Meo     | N.D.           | N.D.            | 4°             | 4°              | N.D.           | N.D.            | N.D.           | N.D.           | N.D.           | N.D.          | N.D.            | 2°            | 2°              | 5°            | N.D.          | N.D.          | N.D.                              | N.D.                              | 7°                                | Al ballottaggio                   | N.D.                              | 4°                                | Eliminati                         |         |           |         |           |         |           |                |                      |
| Silvia Siragusa     | N.D.           | N.D.            | N.D.           | N.D.            | 6°             | Al ballottaggio | N.D.           | 4°             | Salvata        | N.D.          | N.D.            | 7°            | Al ballottaggio | N.D.          | 3°            | Eliminati     |                                   |                                   |                                   |                                   |                                   |                                   |                                   |         |           |         |           |         |           |                |                      |
| Alberico Lombardi   | N.D.           | N.D.            | N.D.           | N.D.            | 4°             | 4°              | N.D.           | N.D.           | N.D.           | N.D.          | N.D.            | 8°            | Al ballottaggio | N.D.          | 4°            | Eliminati     |                                   |                                   |                                   |                                   |                                   |                                   |                                   |         |           |         |           |         |           |                |                      |
| Michela Ricoveri    | N.D.           | N.D.            | N.D.           | N.D.            | 5°             | Al ballottaggio | N.D.           | 5°             | Eliminate      |               |                 |               |                 |               |               |               |                                   |                                   |                                   |                                   |                                   |                                   |                                   |         |           |         |           |         |           |                |                      |
| Rosanna Cestaro     | N.D.           | N.D.            | 6°             | Al ballottaggio | N.D.           | N.D.            | N.D.           | 6°             | Eliminate      |               |                 |               |                 |               |               |               |                                   |                                   |                                   |                                   |                                   |                                   |                                   |         |           |         |           |         |           |                |                      |

## Ascolti
| Puntata    | Messa in onda   | Telespettatori | Share  | Fonte  |
| ---------- | --------------- | -------------- | ------ | ------ |
| 1          | 10 gennaio 2025 | 2 205 000      | 15,79% | [ 10 ] |
| 2          | 17 gennaio 2025 | 1 855 000      | 13,39% | [ 11 ] |
| Semifinale | 24 gennaio 2025 | 1 964 000      | 14,08% | [ 12 ] |
| Finale     | 31 gennaio 2025 | 2 159 000      | 15,94% | [ 13 ] |
| Media      | Media           | 2 046 000      | 14,80% |        |